# Sárdis
Sárdis ou Sardes (em grego: Σάρδεις; romaniz.: Sardeis; em turco: Sardis) foi uma antiga cidade localizada na Lídia, sobre a qual está edificada a atual vila turca de Sart (que se chamava Sartmahmut antes de outubro de 2005), no distrito de Salihli da província de Manisa.

## História
Na antiguidade foi a capital do antigo Reino da Lídia, na Ásia Menor, e depois parte do Império Aquemênida, quando a Lídia foi uma satrapia, tendo sido depois a sede da província romana da Lídia após as reformas administrativas de Diocleciano, continuando a pertencer a Roma depois e durante o período bizantino. 
Localizava-se no fértil vale do rio Hermo (em turco: Gediz Nehri) e no sopé do íngreme monte Tmolo (em turco: Bozdağ), distante cerca de 34 km ao sul daquele curso d'água. A importância da cidade era devida ao seu poderio militar, à sua relevante localização ligando o mar Egeu ao interior.
Sárdis é a destinatária de uma das cartas às igrejas do Livro do Apocalipse (Apocalipse 1 e Apocalipse 3).
Também é uma Sé titular da Igreja Católica, vaga desde 1976.

## Arqueologia
Podemos destacar em seu sítio arqueológico o Templo de Ártemis (o quarto maior do mundo antigo e um dos mais bem preservados) e o complexo que inclui um ginásio e uma sinagoga. O local da acrópole de Sárdis possui inclinações quase perpendiculares com cerca de 457 m. de altura. No entanto, sua composição não é de rocha sólida, mas sim de detritos — cascalho firmemente comprimido que se desfaz ao toque.